# Отель Бёрнье-Россель
Отель Бёрнье-Россель — городской особняк XVIII века во французском городе Монбельяр департамента Ду региона Франш-Конте. Начиная с 1995 года в этом особняке располагается «Музей истории, искусств и традиций княжества Монбельяр XVIII — XIX веков», который удостоен французского официального знака Musée de France.

## История
В 1774 году Жорж-Давид Россель и Анн-Мадлен Бёрнье (чета зажиточных горожан, приближенных ко двору Вюртембергов в княжестве Монбельяр) поручили возведение этого французского особняка архитектору Филиппу де ла Гепьеру (фр. Philippe de la Guépière) по адресу площадь Сен-Мартен, 8. Фасад особняка выходил на лютеранскую кирху Сен-Мартен, по соседству располагалась мэрия Монбельяра и Отель Бернар Фалло.
В 1917 году особняк вместе с обстановкой и работами искусства был завещан городу Монбельяр последним прямым потомком семьи Бёрнье с условием его использования в качестве музея.
Вплоть до 1937 года в особняке располагался образованный в 1843 году Музей замка герцогов Вюртембергских, который позже был перемещён в сам Замок Монбельяр.
Фасад особняка, выходящий на площадь, вместе с декорированной большой гостиной второго этажа, классифицированы с 11 декабря 1987 года как  национальный исторический памятник.
Начиная с 1995 года в стенах особняка располагается «Музей истории, искусств и традиций княжества Монбельяр XVIII — XIX веков».

## Архитектура

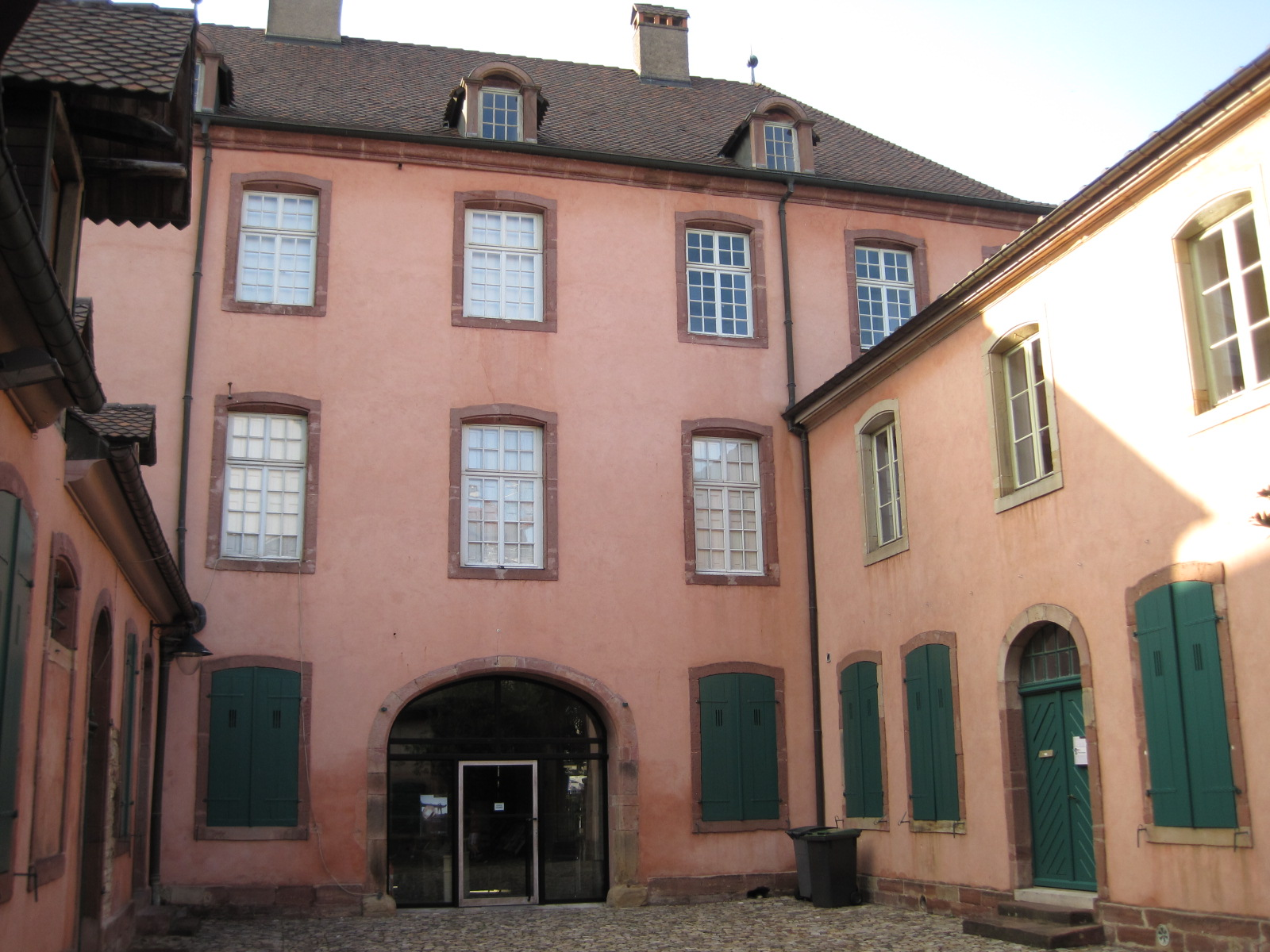
Внутренний дворик особняка
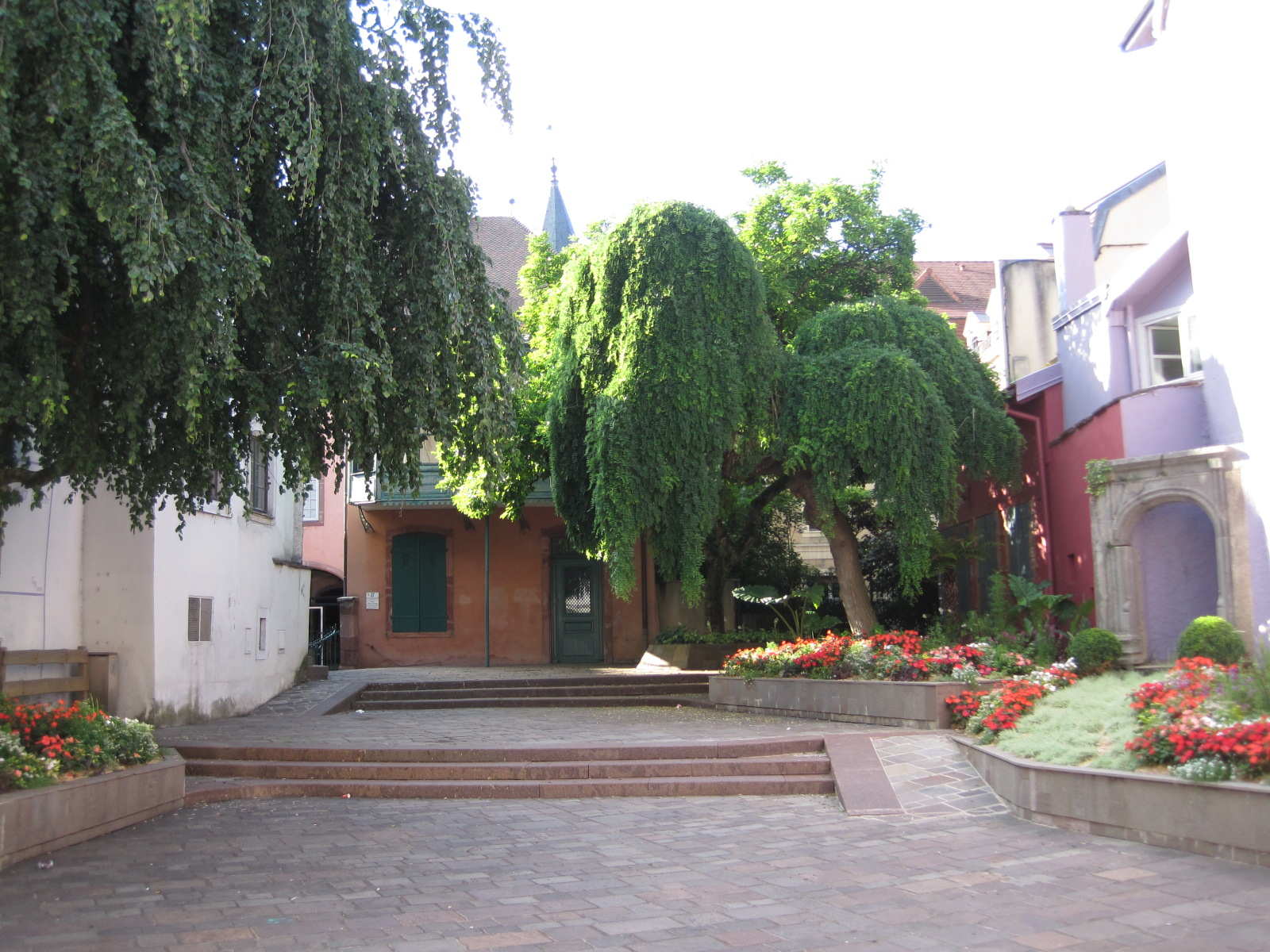
Задний двор особняка, выходящий на улицу Жоржа Кювье

## Музей истории и искусства Монбельяра
В экспозиции музея, расположенного на трёх этажах особняка Бёрнье-Россель, представлена коллекция мебели, коллекция литографий, иллюстрирующая историю общественной жизни и развития протестантизма в графстве, а затем и в княжестве Монбельяр. Что касается мебели, в коллекции музея представлено множество экспонатов, начиная с прекрасных экземпляров инкрустированной мебели работы семьи Кулера, до предметов обстановки, выполненных в оригинальном стиле Монбельяр. Также в музее собраны интересные экспонаты торжественных богослужений и повседневной жизни (иллюстрации, игрушки, музыкальные шкатулки и прочее). Анфилада гостиных представляет жизнь буржуазии XVIII века (семейные портреты, предметы обстановки).
Также в музее наглядно представлена система керамического печного отопления здания, классифицированная как национальный исторический памятник с 15 февраля 1988 года.

### Большая гостиная

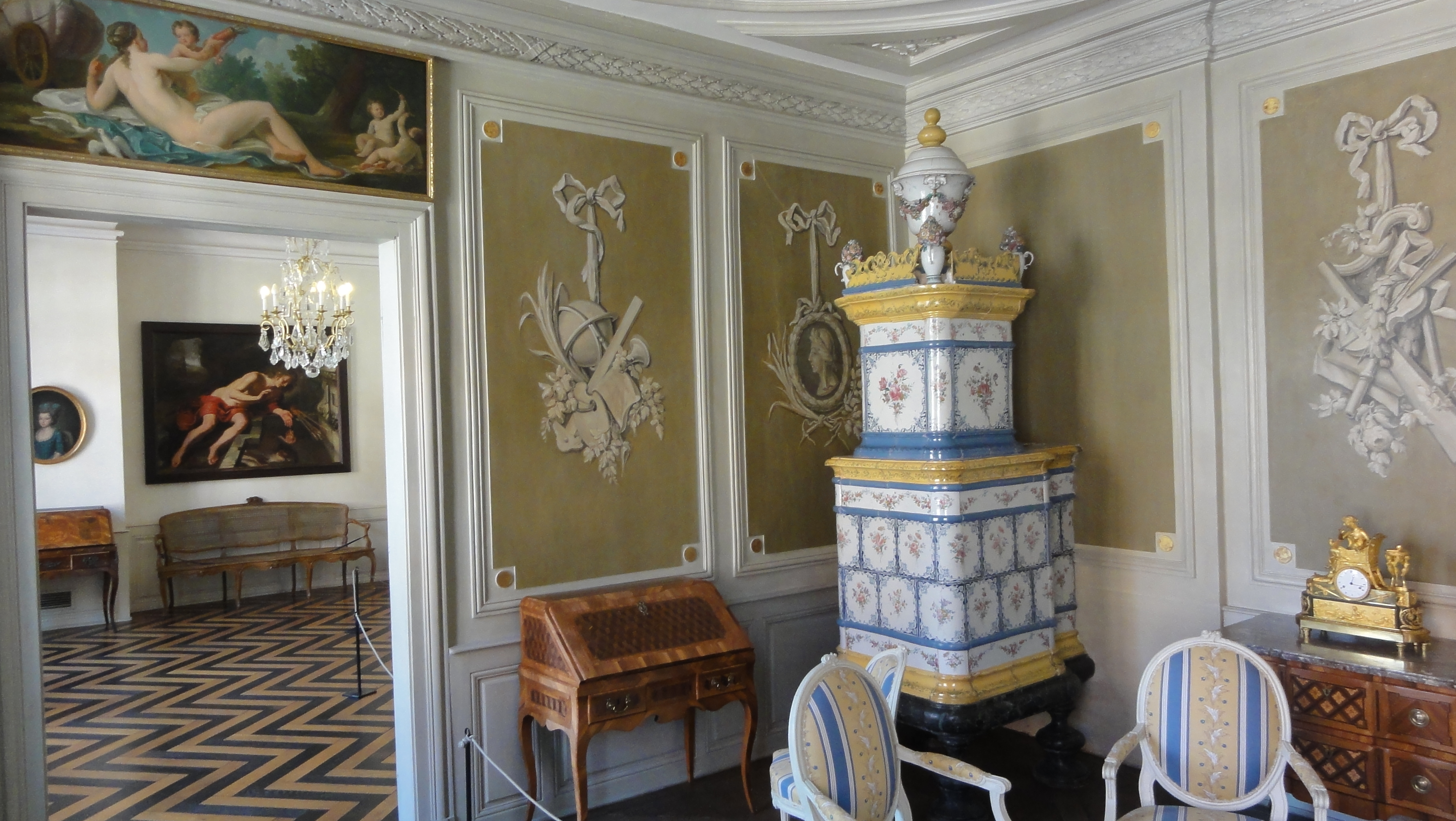
Большая гостиная особняка Бёрнье-Россель (1772 год)

Большая гостиная особняка Бёрнье-Россель была создана и декорирована в 1772 году на втором этаже. Перед открытием музея она была полностью реставрирована и приведена к своему изначальному облику. Гостиная имеет статус исторического памятника.
В оформлении стен гостиной использованы гризайли (в серых тонах), представляющие аллегорические изображения искусств (музыка, живопись и т.д.). Панели над зеркалами украшены картинами со сценами из сельской жизни.
В большой гостиной были установлены два источника отопления: камин розового мрамора из Юры и великолепная фаянсовая печь, изготовленная в то же время, что и сама гостиная (1772 год). Эта печь выполнена Жакобом Фраем, швейцарским фаянсовым мастером, обосновавшемся в Монбельяре в 1771 году.
В гостиной представлена мебель работы краснодеревщика Абрахама Николя Кулера (фр. Abraham Nicolas Coulera). Он родился в 1716 году в Барте, пригороде Монбельяра. Успев поработать при дворе Людовика XV вместе с другими известными краснодеревщиками того времени, он после обосновался в Монбельяре. Почти все его работы инкрустированы маркетри из ценных пород дерева, образуя плиточный рисунок, ветвистые орнаменты и просто цветы.
Дендрохронологический анализ элементов паркета в гостиной показал, что деревья (ель и дуб), из которых он изготовлен, были срублены в период между 1759 и 1779 годами.

## Визит российского императора
Особняк Бёрнье-Россель посещал российский император Александр I, заезжавший в Монбельяр в январе 1814 года чтобы увидеть места, где провела свою юность его мать, Мария Фёдоровна (до замужества София Доротея Вюртембергская).